# Happiness (嵐の曲)
『Happiness』（ハピネス）は、日本の男性アイドルグループ・嵐の通算20枚目となるシングル。2007年9月5日にジェイ・ストームから発売された。

## 概要
表題曲は、メンバーの二宮和也と櫻井翔主演TBS系列金曜ドラマ『山田太郎ものがたり』の主題歌で、前作に引き続き3作連続のドラマ主題歌。また、『ひみつのアラシちゃん!』にて、25thシングル『Believe/曇りのち、快晴』発売告知時までのエンディングテーマにも起用されていた。
PVは、カット数が多く、内容は人生ゲーム（モノポリー）で遊んでいたり、バランスボールに乗っていたりと様々である。また、リーダー大野が書道四段の腕前を活かし、「幸」の一文字を披露している。PVの監督は、「WISH」「アオゾラペダル」も手がけた直（ちょく）。
このシングルには初回限定盤・通常盤ともにDVDは付属されていない。「Happiness」のビデオ・クリップは『5×10 All the BEST! CLIPS 1999-2009』にDVD初収録された。
日本テレビの長時間音楽番組でこの曲を披露する際は、番組連動データ放送を使用することが恒例となっている。
2009年（第60回）、2016年（第67回/白組トリおよび大トリ）、2018年（第69回/白組トリおよび大トリ）、2020年（第71回）のNHK紅白歌合戦で披露された。
日本の高校野球では、応援歌の吹奏楽演奏として定番曲となっている。メンバーの相葉雅紀は「僕は高校野球が大好きなので、春の選抜大会を見ていた時に（応援の）ブラスバンドで『Happiness』が掛かったことが、凄く『ハピネス』な気持ちになりました！」とコメントしていた。
2022年北京オリンピック・アイスホッケー女子日本代表チームのメンバーの得点シーンで同曲が使用されていた。

## チャート成績
2007年9月17日付オリコン週間シングルチャートにて、首位を獲得。嵐としては『PIKA★★NCHI DOUBLE』から9作連続、通算16作目となった。また、2月の『Love so sweet』、5月の『We can make it!』に続き、2007年に発売された3作のシングル全てがオリコン週間シングルチャートにて首位を獲得したことになった。嵐にとって、年内3作目のシングル1位獲得は、2002年の『a Day in Our Life』『ナイスな心意気』（アラシ名義で発売）『PIKA☆NCHI』の3作で記録して以来5年ぶりである。

## 収録曲

### 初回限定盤
1. Happiness [4:17]
作詞：Wonderland、作曲：岡田実音、編曲：北川吟
  - 二宮和也・櫻井翔主演 TBS系金曜ドラマ『山田太郎ものがたり』主題歌
  - 嵐出演 JAL「先得キャンペーン」CMソング
  - 日本テレビ系列『24時間テレビ 愛は地球を救う45』オープニングテーマ
2. Still... [4:18]
作詞・作曲：多田慎也、Rap詞：櫻井翔、編曲：NAOKI-T
  - フジテレビ系『まごまご嵐』エンディングテーマ
  - フジテレビ系『GRA』エンディングテーマ
  - TBS系『ひみつの嵐ちゃん!』最終回エンディングテーマ
3. Snowflake [3:37]
作詞：小川貴史、作曲・編曲：HYDRANT

### 通常盤
1. Happiness
2. Still...
3. Happiness（オリジナル・カラオケ）
4. Still...（オリジナル・カラオケ）

## 収録アルバム
- Dream "A" live（#1）
- 5×10 All the BEST! 1999-2009（#1, 2）
  - #2は初回限定盤特典CD「ARASHI'S Selection」のみ収録。
- ウラ嵐マニア（初回限定盤#2, 3）
- 5×20 All the BEST!! 1999-2019（#1）
- ウラ嵐BEST 1999-2007（初回限定盤#2, 3）

## 映像作品
Happiness
- SUMMER TOUR 2007 FINAL Time -コトバノチカラ-
- ARASHI AROUND ASIA 2008 in TOKYO
- ARASHI Anniversary Tour 5×10
- ARASHI 10-11 TOUR "Scene"〜君と僕の見ている風景〜 STADIUM
- ARASHI 10-11 TOUR "Scene"〜君と僕の見ている風景〜 DOME+
- ARASHI LIVE TOUR Beautiful World
- ARASHI アラフェス NATIONAL STADIUM 2012
- ARASHI LIVE TOUR Popcorn
- ARASHI アラフェス'13 NATIONAL STADIUM 2013
- ARASHI Live Tour 2013 “LOVE”
- ARASHI BLAST in Hawaii
- ARASHI LIVE TOUR 2014 THE DIGITALIAN
- ARASHI BLAST in Miyagi
- ARASHI LIVE TOUR 2015 Japonism
- ARASHI LIVE TOUR 2016-2017 Are You Happy?
- ARASHI LIVE TOUR 2017-2018 「untitled」
- ARASHI Anniversary Tour 5×20
- アラフェス2020 at 国立競技場
- This is 嵐 LIVE 2020.12.31

Still…
- ARASHI AROUND ASIA 2008 in TOKYO
- ARASHI 10-11 TOUR "Scene"〜君と僕の見ている風景〜 STADIUM
- ARASHI 10-11 TOUR "Scene"〜君と僕の見ている風景〜 DOME+
- ARASHI アラフェス NATIONAL STADIUM 2012
- ARASHI アラフェス'13 NATIONAL STADIUM 2013
- アラフェス2020 at 国立競技場

## カヴァー
- 2008年 - つじあやの（2008年9月24日発売、アルバム「COVER GIRL2」に収録）
- 2010年 - 美吉田月（2010年2月24日発売、アルバム「Ska Flavor#3」に収録）